# Gele treurwilg
Gele treurwilg, ook wel treurwilg genoemd, (Salix ×sepulcralis 'Chrysocoma', synoniemen: Salix alba 'Vitellina Pendula', Salix alba 'Tristis', Salix sepulcralis 'Tristis', Salix chrysocoma) is nothospecies uit de wilgenfamilie (Salicaceae). Het is een kruising tussen schietwilg (Salix alba) en treurwilg (Salix babylonica). Gele treurwilg wordt veel aangeplant als sierboom in tuinen en parken, vaak aan het water.

## Determinatie
Gele treurwilg groeit als boom met een brede en koepelvormige kroon. Ze kan een hoogte bereiken van 22 m. De gebogen takken dragen slanke, lange, gele twijgen die recht omlaag hangen. De opvallende gele twijgen dragen vrouwelijke katjes, terwijl de bladeren zich al ontwikkelen.
De schors, die dik is, is bleek grijsbruin en bevat een netwerk van ondiepe richels.
Gele treurwilg heeft een verspreide bladstand. De bladeren zijn smal en puntig en zijn ± 10 cm lang. Van boven zijn ze bleekgroen, de onderzijde is blauwachtig wit en is bedekt met fijne haartjes.

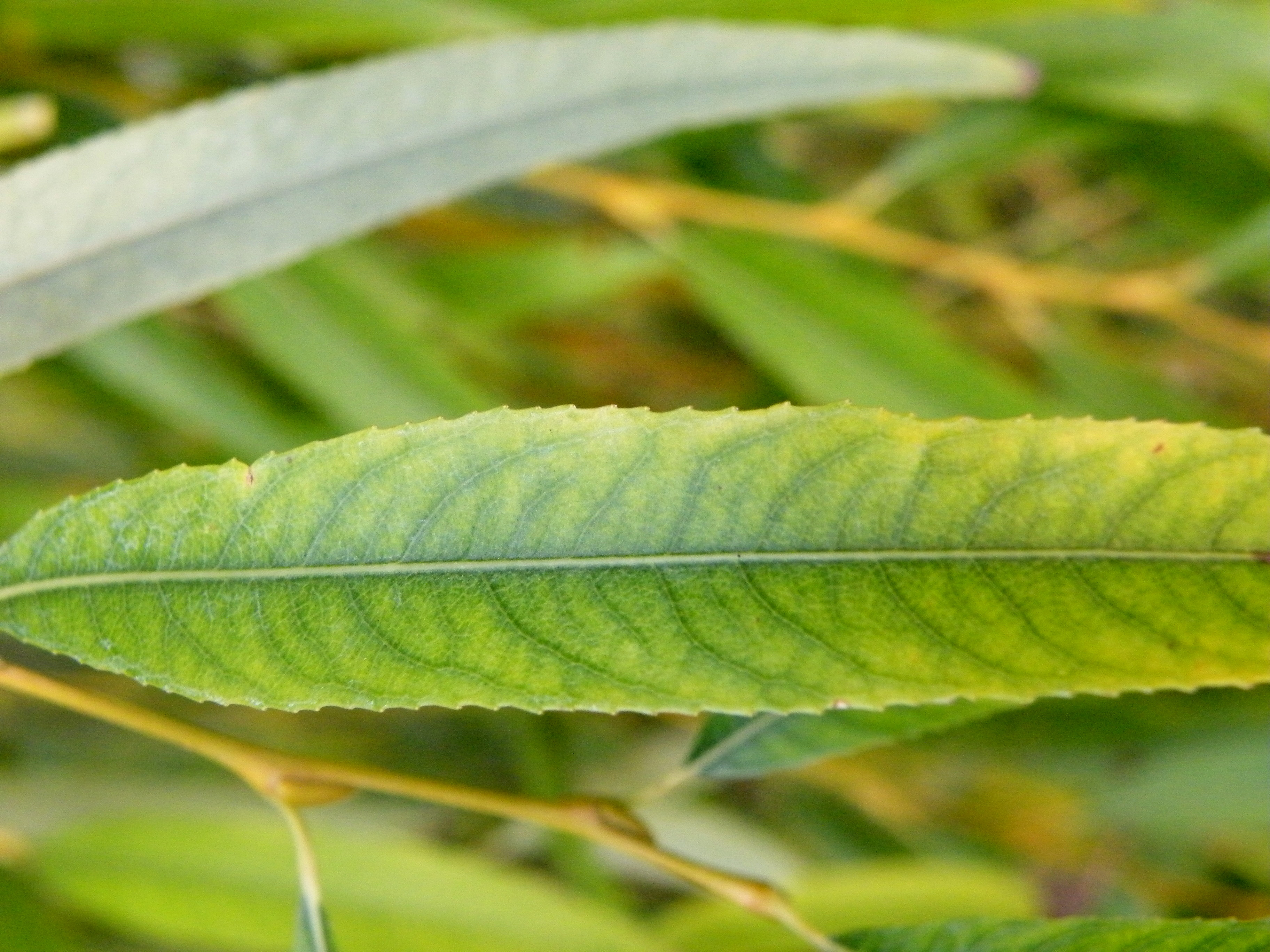
Blad (Salix sepulcralis (×) 'Chrysocoma')
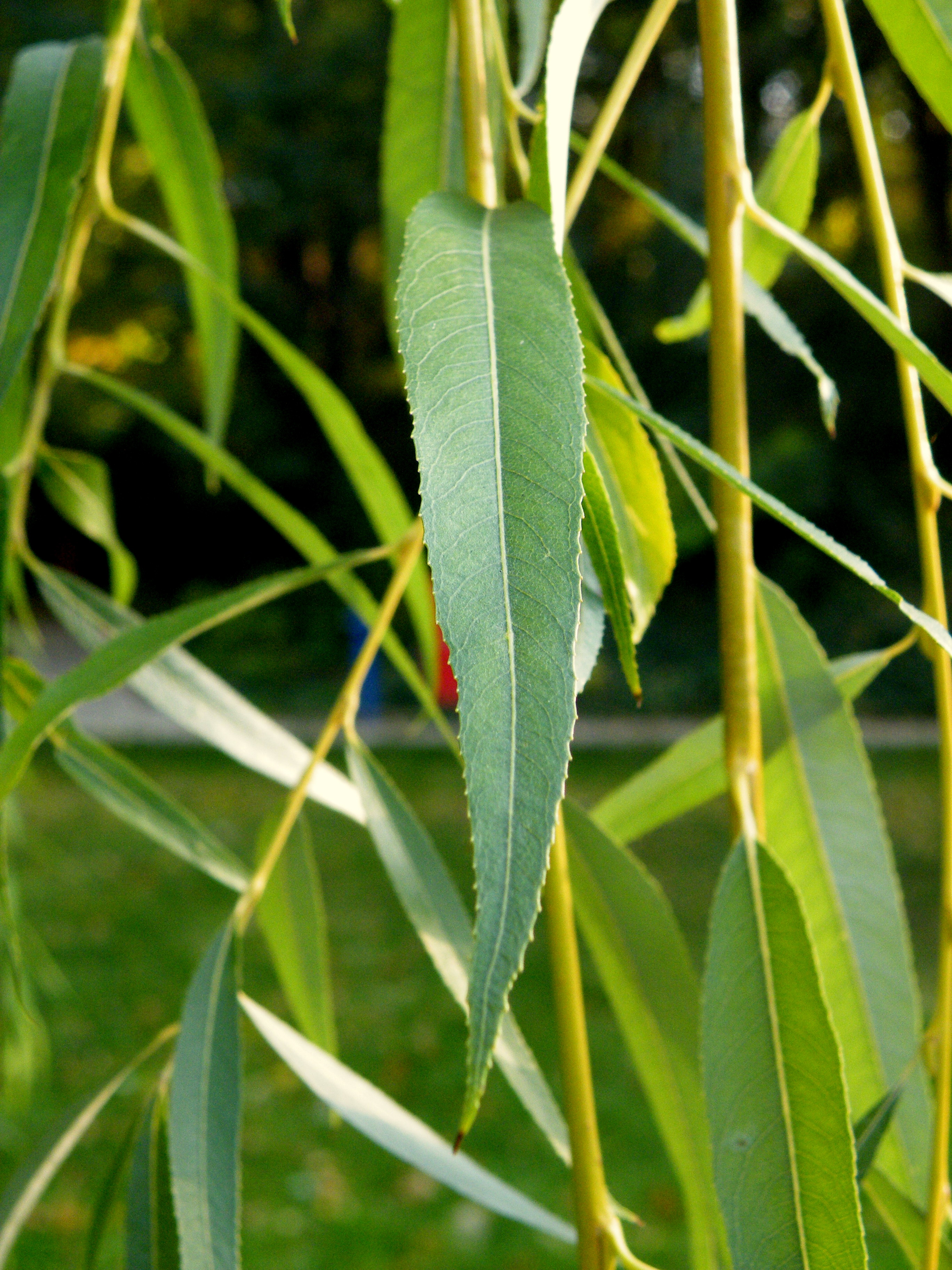
Blad (Salix sepulcralis (×) 'Chrysocoma')
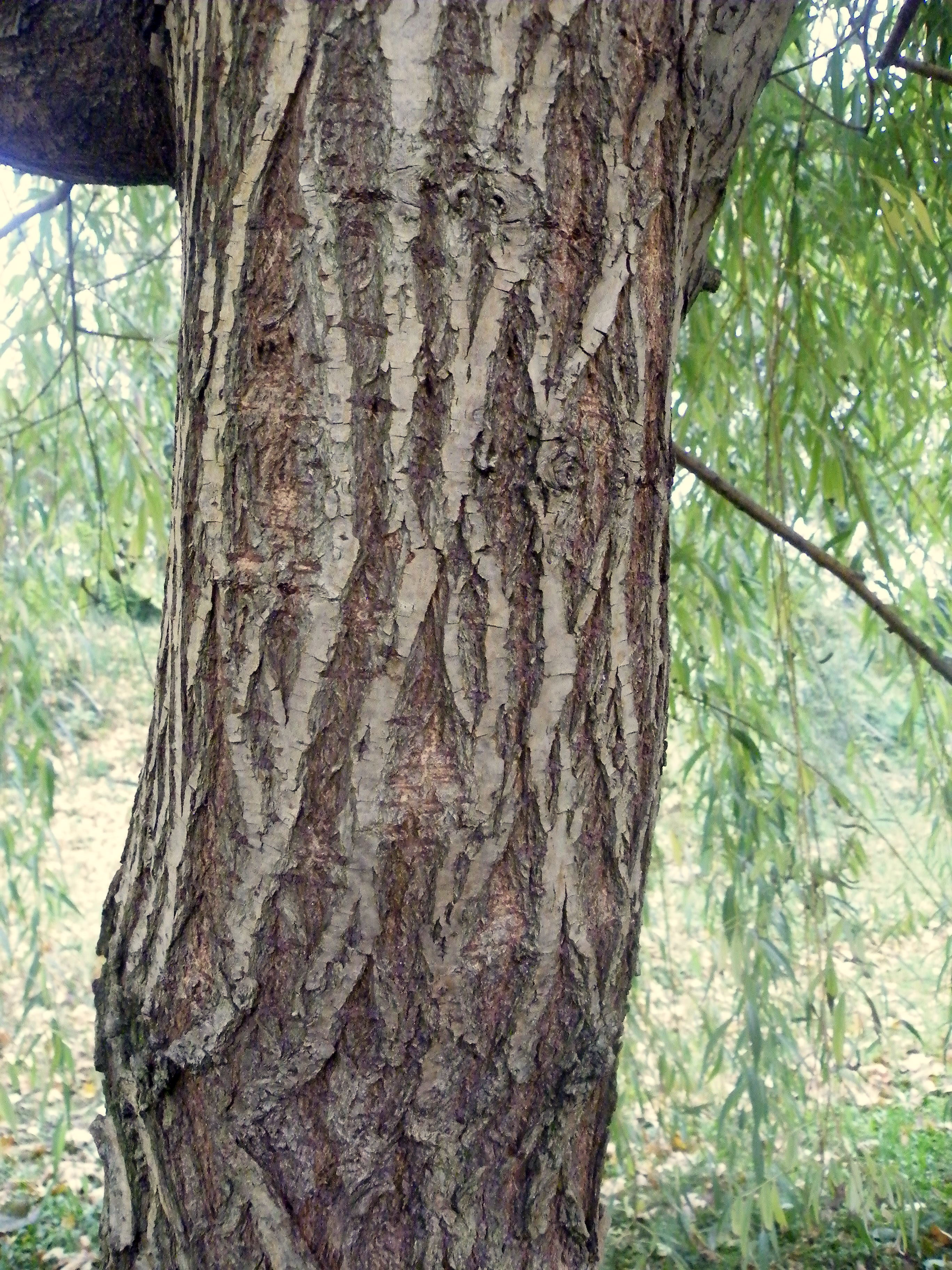
Bast (Salix sepulcralis (×) 'Chrysocoma')
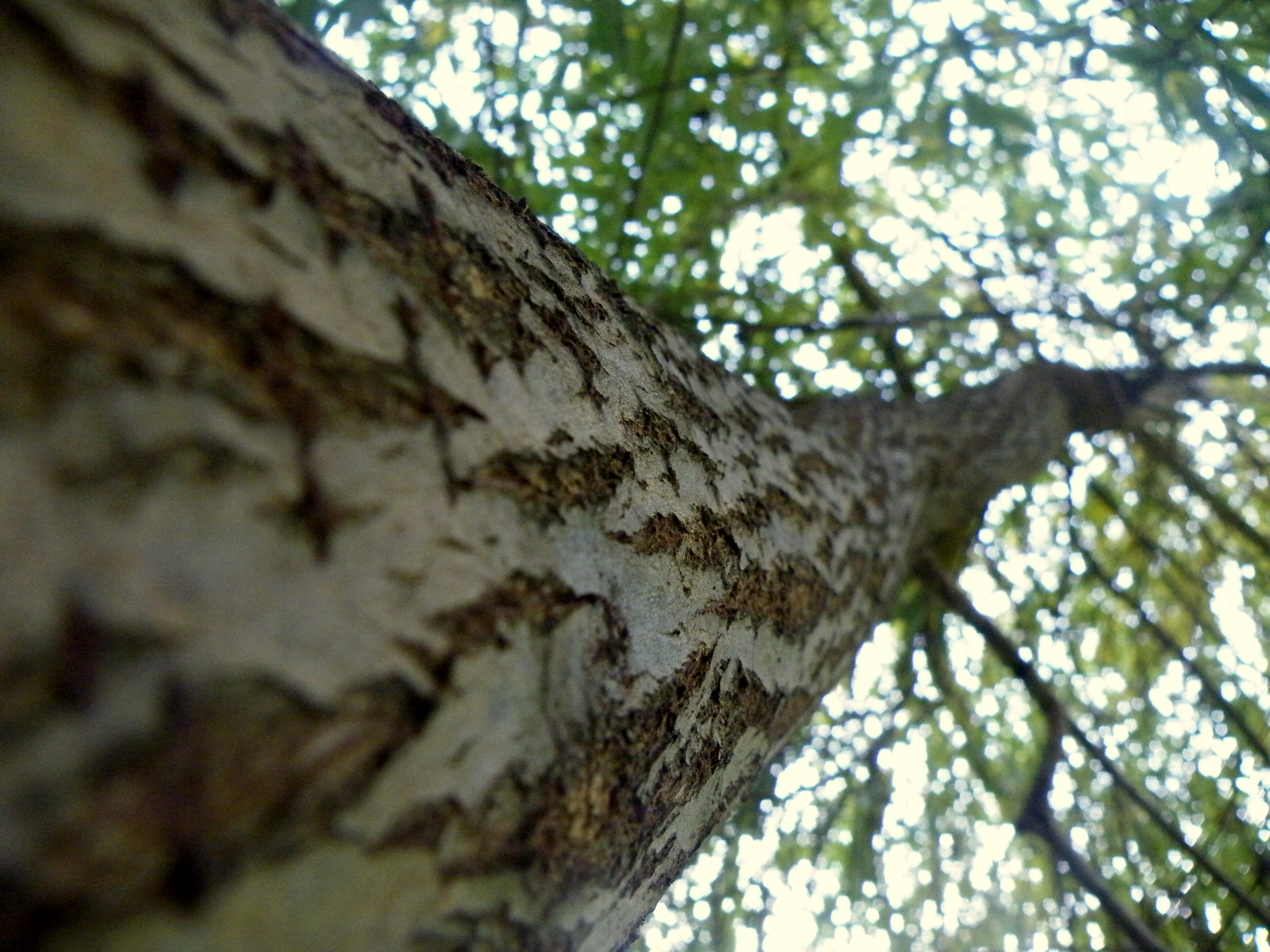
Salix sepulcralis (×) 'Chrysocoma'
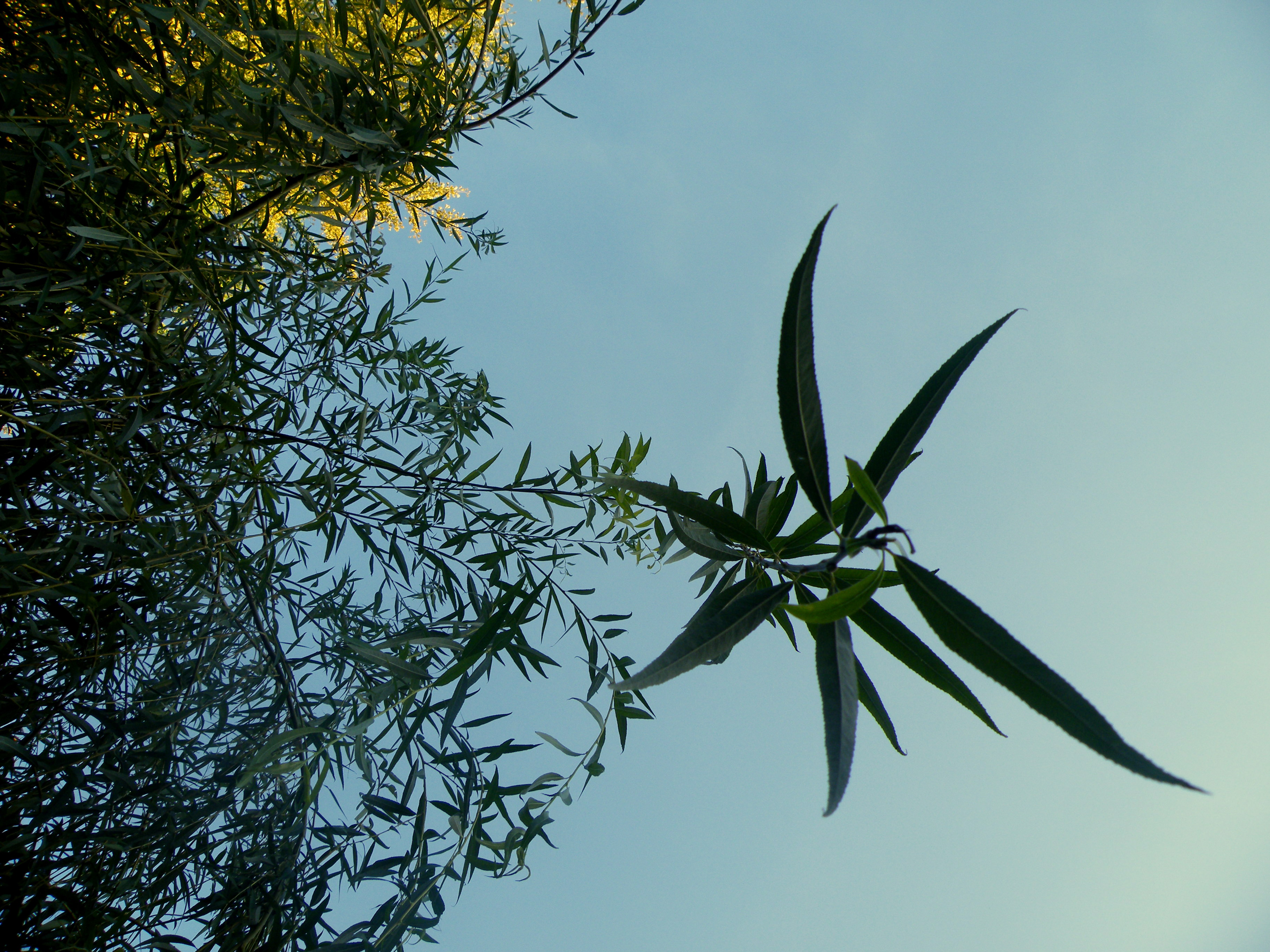
Bladeren (Salix sepulcralis (×) 'Chrysocoma')
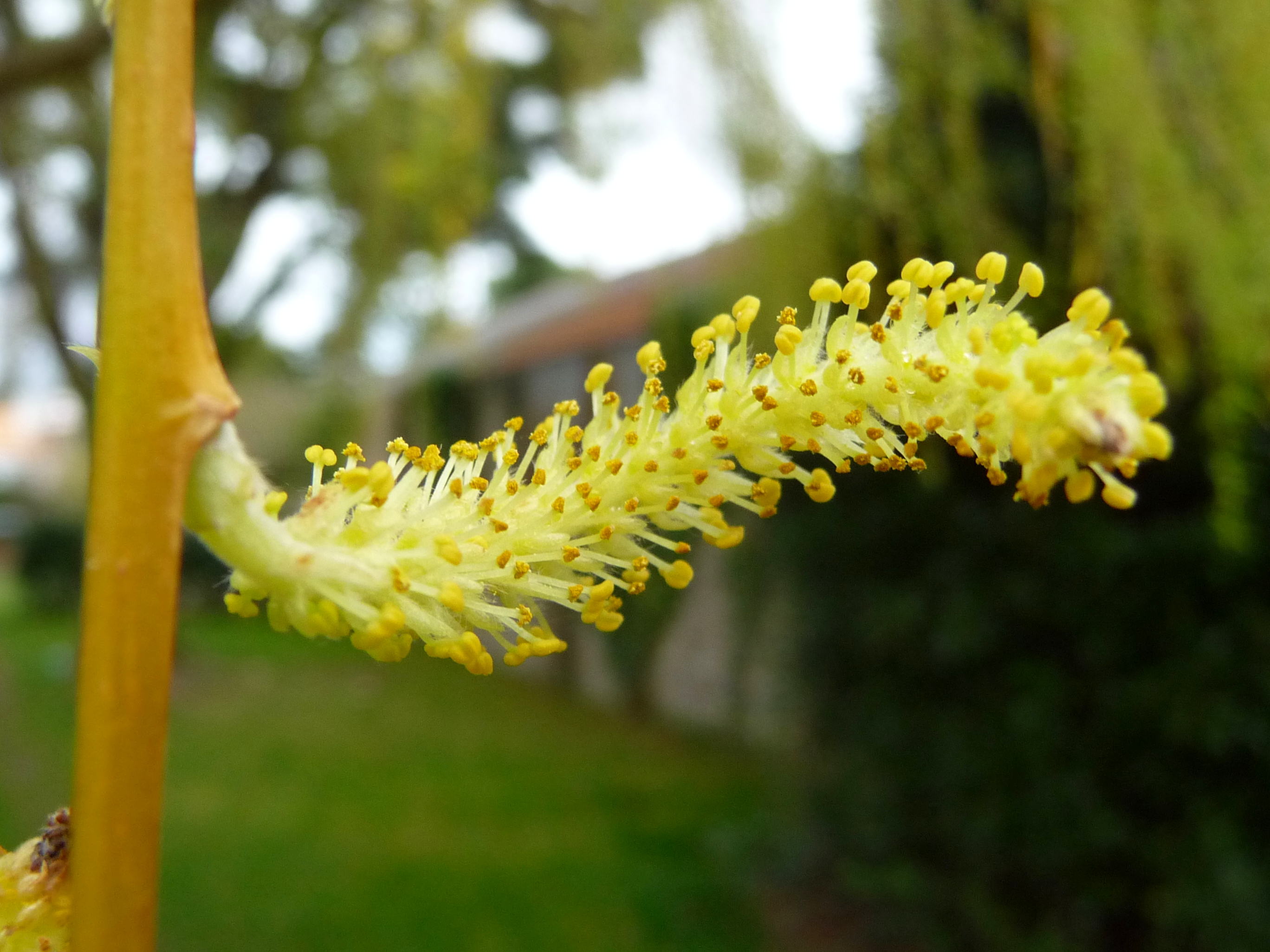
Bloem

... · 
S. alba (schietwilg) · 
S. aurita (geoorde wilg) · 
S. babylonica (treurwilg) · 
S. babylonica 'Tortuosa' (kronkelwilg) · 
S. caprea (boswilg) · 
S. cinerea (grauwe wilg) · 
S. cinerea subsp. oleifolia (rossige wilg) ·  
S. daphnoides (berijpte wilg) · 
S. dasyclados (Duitse dot) · 
S. exigua (smalbladige wilg) · 
S. fragilis (kraakwilg) · 
S. herbacea (kruidwilg) · 
S. jejuna · 
S. myrsinifolia (zwarte wilg) · 
S. pentandra (laurierwilg) · 
S. polaris (poolwilg) · 
S. Salix purpurea (bittere wilg) · 
S. repens (kruipwilg) · 
S. sacchalinensis · 
S. sacchalinensis 'Sekka' (bandwilg) · 
S. sepulcralis · 
S. sepulcralis 'Chrysocoma' (gele treurwilg) · 
S. triandra (amandelwilg) · 
S. viminalis (katwilg) · 
...